# Fantaisie-Impromptu

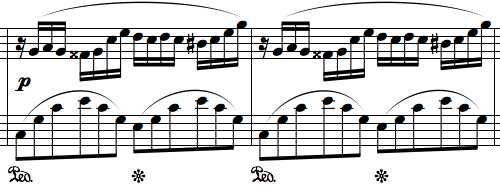
Hauptmotiv

Das Fantaisie-Impromptu op. 66 ist ein Werk für Klavier-Solo Frédéric Chopins aus den späten 1830er Jahren. Chopin wollte das Impromptu zeitlebens nicht veröffentlicht haben. Sechs Jahre nach seinem Tod machte Julian Fontana mit der Herausgabe als Fantaisie-Impromptu ein gutes Geschäft.

## Aufbau
Das Werk folgt dem Formschema A-B-A-Coda, wobei die A-Teile schnell und der B-Teil langsam ist, die Coda verbindet am Schluss die Sechzehntel der rechten Hand des A-Teils mit der Hauptmelodie des B-Teils, die dann in der linken Hand erscheint. Bemerkenswert ist, dass im A-Teil die rechte Hand durchgehend Sechzehntelnoten gegen Achtel-Triolen der linken Hand zu spielen hat (siehe Notenwert).
Der A-Teil beginnt mit einer über zwei Takte gehaltenen Gis-Oktave der linken Hand im Bass im "sforzando", dann nimmt – leiser werdend – die linke Hand die Achtel-Triolenbewegung auf. In Takt 5 setzt das Anfangsmotiv der rechten Hand in Sechzehnteln ein.
Der B-Teil steht in Des-Dur, der (enharmonisch verwechselten) Varianttonart von cis-Moll, und beginnt mit einer zweitaktigen Einleitung im "Largo", in der die linke Hand über zwei Oktaven den Des-Dur-Akkord in Achtel-Triolen spielt. Dann wechselt die Tempobezeichnung zu "Moderato cantabile" und die rechte Hand beginnt mit der ruhigen in Vierteln und geraden Achteln gestalteten Melodie gegen die in der linken Hand weiterlaufenden Achtel-Triolen.
Der Schlussteil wird unverändert und vollständig wiederholt. Das Stück endet in einem mehrdeutigen, fantasieartigen Schluss, in dem die linke Hand die ersten Noten des moderato-Teils wiederholt und die rechte Hand Sechzehntelnoten spielt. Der Schlussakkord ist ein Cis-Dur-Akkord.

## Spätere Verwendung der Komposition
Die Melodie des Mittelteils des Stückes wurde im Lied I’m Always Chasing Rainbows verwendet. Zudem ist es in der Folge Spiele mit dem Feuer der Zeichentrickserie Tom und Jerry und im Film Herbststürme zu hören. Auch im Woody-Woodpecker-Kurzfilm Musical Moments from Chopin kommt das Stück vor. Außerdem ist es in verschiedenen Episoden der Fernsehserie Lost zu hören. Der Mittelteil ist Titel- und Hauptthema des Edgar-Wallace-Filmes Das indische Tuch.
Das Motiv wurde in der Variation 10 der Variations sur un thème de Chopin von Federico Mompou zitiert, welches ansonsten auf dem Prélude Nr. 7 in A-Dur basiert.
Die Komposition wird in Kate Chopins Roman Das Erwachen (The Awakening) im 21. Kapitel erwähnt.